# Hidingen
Hidingen is een plaats in de gemeente Lindesberg in het landschap Västmanland en de provincie Örebro län in Zweden. De plaats heeft 55 inwoners (2005) en een oppervlakte van 14 hectare.